# Ferdinand Kalous
Ferdinand Jan Nepomuk Kalous (29. února 1836, Černý Vůl – 19. září 1907, Stará Boleslav) byl český římskokatolický duchovní, probošt staroboleslavské kapituly a od roku 1891 pomocný biskup pražský a titulární biskup gratianopolský.

## Život
Narodil se v mlynářské rodině a základní vzdělání získal ve farní škole maltézských rytířů v Praze, kde později studoval nejprve na malostranském a poté na staroměstském gymnáziu. Roku 1863 vstoupil do pražského kněžského semináře a 15. července 1866 přijal kněžské svěcení. Poté působil jako kaplan nejprve v Prčicích a od roku 1867 ve farnosti u kostela sv. Ducha v Praze, kde byl rovněž katechetou, a v letech 1870 až 1879 jako ceremoniář pražského arcibiskupa.
Roku 1880 se stal ordinariátním sekretářem, později byl jmenován papežským komořím a v březnu 1884 se stal kanovníkem staroboleslavské kapituly, na podzim 1893 pak jejím proboštem. Už 1. října 1891 však byl jmenován pomocným biskupem pražským a titulárním biskupem gratianopolským, konsekrace se uskutečnila 25. října 1891. Většinou pak dlel ve Staré Boleslavi a do Prahy zajížděl jen občas. V roce 1898 jej rakouský císař František Josef I. jmenoval komturem řádu Františka Josefa s hvězdou. Ferdinand Kalous přispíval do různých časopisů, zejména Pokladu věřících, ale také do Eucharistie a Rozhledů pro lidumilství, a rád promlouval k bohoslovcům pražského arcibiskupského semináře. Zemřel po dlouhé nemoci.